# Neferrenpet (Wesir, 19. Dynastie)
Neferrenpet war ein altägyptischer Wesir der 19. Dynastie (Neues Reich). Sein Amtsbereich war Oberägypten. Er amtierte am Ende der Regierungszeit von Ramses II. und vielleicht noch am Beginn der von Sethos II.

## Herkunft und Familie
Neferrenpet war der Sohn des gleichnamigen Vaters, dessen einstige Position unbekannt ist. Er wird nur immer als „Sab“ bezeichnet. Seine Mutter war wohl ausländischer Herkunft und hieß Qafiriatji. Neferrenpet selbst war mit Tapipu verheiratet. Fünf Kinder sind mit Namen bekannt; die Töchter Taweretchati, Iniuhi, Henutmet, Res und der Sohn Bakenptah.

## Bedeutung
Neferrenpet war eine der bedeutendsten Beamten unter Ramses II. und verkündete im 57. und 60. Regierungsjahr von Ramses II. dessen 10. und 11. Sedfest. Er bekleidete auch das Amt eines Hoherpriesters des Ptah in Memphis. In dieser Funktion wird er in einer wohl fiktiven Genealogie der 22. Dynastie genannt.

## Belege
Neferrenpet ist von zahlreichen Denkmälern bekannt. Es gibt verschiedene Statuen und Stelen. Außerdem ist die Kopie von einem Brief an ihn erhalten, der zeigt, dass er die oberste Instanz für die Arbeiter von Deir el-Medine war. Sein Grab lag nicht wie zu erwarten in Theben, sondern konnte in der memphitischen Nekropole von Sakkara ausgegraben werden. Die Lage seines Grabes bei Memphis steht sicherlich mit der Funktion des Neferrenpet als Hoherpriesters des Ptah in Verbindung.